# Sielenginsk
Sielenginsk (ros. Селенгинск) – osiedle typu miejskiego w Rosji, w Buriacji. W 2010 roku liczyło 14 546 mieszkańców.